# C6orf10
C6orf10‏ (Chromosome 6 open reading frame 10) هوَ بروتين يُشَفر بواسطة جين C6orf10 في الإنسان.